# Кордильера-де-Липес
Кордильера-де-Липес (исп. Cordillera de Lípez) — горный хребет Анд на севере департамента Потоси в южной Боливии и на севере Аргентины.

## География
Кордильера-де-Липес — горный хребет, который тянется от южной Боливии (в северной части департамента Потоси) до северной Аргентины. Входит в состав южноамерикнских Анд. Хребет занимает площадь 23 404 км², проходит в направлении с северо-востока на юго-запад между параллелями 22 и 23 градуса, образуя границу между Боливией и Аргентиной. Таким образом, Кордильеры-де-Липес — это поперечный хребет в Андах между Восточными Кордильерами и Западными Кордильерами, образующий южную границу боливийского Альтиплано.
Самая высокая вершина — Утурунку (6008 м). Другие заметные вершины — Серро-Липес (5929 м), Суни-Кира (5899 м) и Тинте (5849 м), которая находится на боливийско-аргентинской границе. Несмотря на большую высоту, в Кордильера-де-Липес нет постоянных ледников, есть лишь некоторые полупостоянные снежные поля.
Из-за своего расположения внутри Анд лишь несколько крупных рек берут начало в Кордильерах-Липес. Горные ручьи, ведущие на северо-запад, просачиваются и испаряются по мере продвижения по Альтиплано. К юго-востоку только Рио-Сан-Хуан и Рио-Туписа имеют более или менее обширные речные системы.